# Galaktyka Supersmyka
Galaktyka Supersmyka (ang. Creative Galaxy, 2014) – amerykański serial animowany.
Serial emitowany w Polsce na kanale MiniMini+ od 12 grudnia 2015 roku.

## Fabuła
Mały kosmita Artek stawia czoło wyzwaniom, jakie mogą czekać przedszkolaki. Wystarczą odrobina wyobraźni, pomysłowości oraz proste materiały jak krepina papier-mâché, glina czy igła i nitka. Na końcu odcinka rodzice znajdą szczegółowe instrukcje odnośnie do sposobu wykonania prezentowanego przedmiotu. Produkcja zachęca najmłodszych do aktywności i kreatywnego działania. Jej celem jest rozwijanie u dzieci potrzeby tworzenia nowych rzeczy.

## Wersja Polska
Wersja polska: na zlecenie MiniMini+ – Master Film
Reżyseria: Ewa Kania
Dialogi:     Magdalena Dwojak
Dźwięk:     Paweł Siwiec (odc. 7-13, 21-26),
Urszula Ziarkiewicz-Kuczyńska (odc. 1-6, 14-20),
Montaż:    Gabriela Turant-Wiśniewska
Paweł Siwiec
Zgranie: Jakub Lenarczyk (odc. 7-13, 21-26)
Kierownictwo produkcji:   Romuald Cieślak
Teksty piosenek: Andrzej Brzeski
Opracowanie muzyczne:   Piotr Gogol (odc. 1-13),
Adam Krylik (odc. 14-26)
Wystąpili:
- Marcel Groblewski - Artek
- Malwina Jachowicz - Ania (odc. 1-2, 6-7, 9, 12-14, 19-21, 23, 26)
- Magda Wasylik – Wena
- Agnieszka Kunikowska – Mama
- Piotr Bajtlik – Pablo (odc. 1, 5, 12, 19)
- Sara Lewandowska –
  - Jola (odc. 3, 8, 12-14, 16, 20-23, 26),
  - dziewczynka (odc.10)
- Agnieszka Mrozińska
  - Serafina (odc. 3, 7, 11, 18, 25),
  - Budownicza z Buduncji (odc. 22)
- Brygida Turowska-Szymczak – pani z Tekstylii (odc. 4, 8)
- Kuba Jankiewicz – Jackson (odc. 5, 8, 11, 13-14, 21, 23, 26)
- Krzysztof Szczepaniak – Kapitan Papier (odc. 6, 9, 11, 13, 16, 23, 26)
- Maja Kwiatkowska – dziewczynka (odc. 9, 11, 23-24)
- Artur Kaczmarski – Tata
- Bernard Lewandowski – chłopiec (odc. 10-11, 18, 26)
- Łukasz Talik – Ołówek z Rysunkopolis (odc. 11, 15, 23)
- Julia Siechowicz – dziewczynka (odc. 2, 12-13, 16)
- Katarzyna Furmanek – dziewczynka (odc. 13-14)
- Konrad Śpiewak – chłopiec (odc. 14)
- Amelia Natkaniec – dziewczynka (odc. 15, 19-20, 22, 26)
- Jan Barwiński – chłopiec (odc. 15, 19, 21, 24-25)
- Michał Rosiński – chłopiec (odc. 16-17, 22)
- Zuzanna Jaźwińska – dziewczynka (odc. 17-18, 21, 25)
- Ewa Kania – Galeria (odc. 1, 10-11, 20-21, 24)

W pozostałych rolach:
- Beata Wyrąbkiewicz –

- dziewczynka (odc. 2),
- mama Ani (odc. 26 )
- Michał Mostowiec – chłopiec (odc. 2)

i inni
Śpiewali:
- Michał Rudaś (odc. 1-26),
- Anna Ozner (odc. 1-26),
- Piotr Gogol (odc. 1-13),
- Adam Krylik (odc. 14-17, 19-26)

Lektor: Artur Kaczmarski

## Spis Odcinków
| Premiera odcinka | n/o | Polski tytuł                 | Angielski tytuł                |
| ---------------- | --- | ---------------------------- | ------------------------------ |
| 12.12.2015       | 01  | Arcydzieło Artka             | Arty’s Masterpiece             |
| 13.12.2015       | 02  | Domek dla królika            | A Home for Bunny               |
| 12.15.2015       | 03  | Urodziny Mamy                | Mom’s Birthday                 |
| 20.12.2015       | 04  | Przezent dla młodsze siostry | A Present for Baby Georgia     |
| 26.12.2015       | 05  | Malarstwo Gestu              | Jackson’s Action Painting      |
| 27.12.2015       | 06  | Artek bawi się w Safari      | Arty Plays Safari              |
| 02.01.2016       | 07  | Bransoletka Ani              | Annie’s Bracelet               |
| 03.01.2016       | 08  | Koszulki drużyny Artka       | Arty’s Team Shirts             |
| 09.01.2016       | 09  | Kwiatki Ani                  | Annie’s Flowers                |
| 10.01.2016       | 10  | Biwak pod dachem             | Arty’s Indoor Campout          |
| 16.01.2016       | 11  | Pies Jacksona                | Jackson’s Dog                  |
| 17.01.2016       | 12  | Teatr Arka                   | Arty’s Play                    |
| 23.01.2016       | 13  | Urodziny Artka               | Arty’s Art-y Party             |
| 12.03.2016       | 14  | Urodzinowe skarby Artka      | Arty’s Birthday Treasures      |
| 13.03.2016       | 15  | Czas na kąpiel!              | Bathtime with Arty             |
| 19.03.2016       | 16  | Czas na kolację              | Dinnertime!                    |
| 20.03.2016       | 17  | Rodzinne igrzyska            | Family Fun Night               |
| 26.03.2016       | 18  | Wieczór rodzinnych gier      | Game Night                     |
| 27.03.2016       | 19  | Portret Artka                | Arty Paints Annie              |
| 02.04.2016       | 20  | Kolory Artka                 | Arty’s Colors                  |
| 03.04.2016       | 21  | Artystyczne Kanapki          | Arty’s Artistic Lunch          |
| 09.04.2016       | 22  | Sztuka z odpadów             | Art After Lunch                |
| 10.04.2016       | 23  | Książka Artka                | Arty’s Book                    |
| 16.04.2016       | 24  | Artek ma zły humor           | Arty’s Grumpy Day              |
| 17.04.2016       | 25  | Pierwsza gwiazdka Zosi       | Baby Georgia’s First Christmas |
| 23.04.2016       | 26  | Piaskowa Wspomnienia         | Christmas Memories             |

 MiniMini – Strona główna
 nc+ – Strona Główna